# Klantenservice
Klantenservice of klantendienst (per anglicisme ook aftersales, customer service of customer operations genoemd) kan naar twee zaken verwijzen: een bedrijfsproces en een afdeling van een organisatie. In beide gevallen gaat het om het onderhouden van een relatie met de klant, maar klantenservice als bedrijfsproces is iets wat elke medewerker aangaat die contact kan hebben met potentiële klanten, terwijl een afdeling klantenservice alleen de medewerkers omvat die zich voornamelijk op dit contact richten.

## De klant en de service
Voor grote organisaties zoals gemeenten, voetbalclubs, bioscopen en warenhuizen die min of meer anonieme klanten hebben, is het vaak niet zinvol om onderscheid te maken tussen klanten en potentiële klanten. Zij kunnen er dus voor kiezen iedereen die daarvoor in aanmerking komt als klant beschouwen, ook als er nog geen sprake is van een commercieel proces. Een organisatie kan dus zelf bepalen of ze een eerste contact al beschouwt als klantcontact of niet. In het vervolg wordt met 'klant' bedoeld: diegene die door de organisatie als klant beschouwd wordt. Ook de taakopvatting van service kan verschillen: In engere zin is deze reactief: de klant neemt contact op en dit contact wordt afgehandeld. Met name bij organisaties die streven naar een blijvend en persoonlijk contact zal de afdeling klantenservice ook zelf contact kunnen zoeken met de klant. Zo kan een verkoper van luxe auto's klanten uitnodigen voor een diner of zelfs een weekendtrip in een sfeervolle omgeving. Een dergelijke ruime opvatting wordt niet altijd onder klantenservice gerekend; hiervoor zijn allerlei termen in omloop waarvan customer relationship management (CRM) het meest omvattend is. De daarachter liggende theorie beoogt elk contact met de klant te beschouwen.

## Klantenservice als bedrijfsproces
Klantenservice als bedrijfsproces is een verzamelnaam voor de taak binnen een organisatie die zorgdraagt voor een klant, tijdens en na de afronding van het commerciële proces. Klantenservice als proces is het onderhouden van een relatie met een klant of met klantgroepen. Organisaties kunnen kiezen hoe ze de klantenservice opvatten. Deze is ondersteunend voor het commerciële proces en is daarvan niet volledig af te bakenen: een folder met bedrijfsinformatie is een vorm van klantenservice, maar zal commercieel zinvol moeten zijn. En in het bovenstaande voorbeeld van een weekendtrip met de klanten zal de organisatie wel bereid zijn de producten in een gunstig daglicht te zetten.
Iedere organisatie kent processen: van informatievoorziening naar de transactie en van het gebruiken, meten en factureren tot en met het opzeggen van de klantrelatie. De klant krijgt te maken met dergelijke processen, waardoor zich situaties voor kunnen doen die de klant nopen contact op te nemen. De klantenservice in engere zin draagt zorg voor de communicatie van de organisatie met de klant en handelt de gevolgen van die communicatie af. Vaak wordt er gewerkt in een organisatiemodel met een front office die contact heeft met de klant en een back office die de handelingen verzorgt die volgen op het contact, zoals administratieve afwerking en het aansturen van productie en verzending.
Met een goed uitgevoerde klantenservice is het mogelijk om meer omzet te genereren en een betere klantrelatie op te bouwen. 

## Afdeling klantenservice
Klantenservice wordt in de praktijk vaak opgevat als 'de afdeling Klantenservice', de taakgroep die het meest op dit proces gericht is. Het werk van een afdeling klantenservice omvat toch meer dan het bedrijfsproces klantenservice: mensen met vragen over producten en diensten worden vaak naar de afdeling klantenservice verwezen, zelfs als ze nog geen klant zijn. Ook krijgen medewerkers van deze afdeling vaak een commerciële training.
Anderzijds zullen medewerkers van andere afdelingen vrijwel nooit volledig ontkomen aan deelname aan het proces klantenservice. Zo zal een monteur die in de buitendienst contact met klanten heeft, vragen te beantwoorden krijgen; ook wanneer hij die meteen doorverwijst naar de afdeling klantenservice, neemt hij deel aan het proces klantenservice. In ruimere zin kan het klantenservice-proces beïnvloed worden door een werknemer die nooit een klant ziet; als die bijvoorbeeld zijn ontevredenheid over de producten van het bedrijf in familiekring ventileert, zal dat klanten niet koud laten wanneer de uitlatingen bekend worden.